# سیارک ۵۰۲۸
سیارک ۵۰۲۸ (به انگلیسی: 5028 Halaesus، نامگذاری:1988BY1) پنج هزار و بیست و هشتمین سیارک کشف شده‌است که در ۲۳ ژانویه ۱۹۸۸ کشف شد.
قدر مطلق سیارک برابر ۹٫۹۰ است.